# Podhorce (powiat hrubieszowski)
Podhorce – wieś w Polsce położona w województwie lubelskim, w powiecie hrubieszowskim, w gminie Werbkowice.
| SIMC    | Nazwa            | Rodzaj  |
| ------- | ---------------- | ------- |
| 0905126 | Podhorce-Kolonia | kolonia |

W latach 1975–1998 miejscowość należała administracyjnie do województwa zamojskiego. 
Wieś stanowi sołectwo gminy Werbkowice. Według Narodowego Spisu Powszechnego (III 2011 r.) liczyła 421 mieszkańców i była piątą co do wielkości miejscowością gminy.
Wierni Kościoła rzymskokatolickiego należą do parafii Miłosierdzia Bożego w Gozdowie.

## Historia
W 1466 r. wieś należała do Jakuba Podlodowskiego, wojskiego horodelskiego. Według regestru poborowego z 1578 r. posiadała 8 łanów kmiecych, czyli 134,4 ha gruntów uprawnych. Wcześniej to jest w 1564 roku wieś należała po części do Krzysztofa Miękickiego i do rodziny Szczyrbów, a w 1580 roku do Jana Góździa. W roku 1624 powstał tu unicki klasztor bazylianów, z nadania Jana Góździa, zlikwidowany w XVIII wieku. Do potomków Góździa Podhorce należały także i w XVIII stuleciu: w 1749 r. do Stanisława Góździa. W 1846 przeszły do rąk hrabiego Alojzego Poletyły z Wojsławic, zaś w 1861 (jako posag córki Alojzy) do jego zięcia – Tytusa Wojciechowskiego (Uruski, Herbarz Szlachty Polskiej tom XIV str.191). W 1827 roku wieś liczyła 78 domów i 436 mieszkańców, zaś w roku 1921 miała 132 domy oraz 794 mieszkańców, w tym 12 Żydów i 685 Ukraińców. W XIX stuleciu funkcjonowała tu duża gorzelnia Wojciechowskich, w 1896 r. produkująca 33 000 wiader spirytusu.

## Zabytki
- We wsi znajdowała się cerkiew prawosławna pw. Przemienienia Pańskiego. Zbudowana przed 1596 r., w okresie międzywojennym zamieniona na kościół rzymskokatolicki. Obok dzwonnica, drewniana z 1873 r., przebudowana. W 1951 obiekt spłonął wskutek uderzenia pioruna, na jego miejsce przeniesiono kościół ze Starego Sioła-Malkowa. Przy kościele znajdują się pozostałości unickiego cmentarza[13].
- Cmentarz wojenny z I wojny światowej
- Cmentarz prawosławny